# Aonidiella aurantii
Espèce
Aonidiella aurantii (pou rouge de Californie, cochenille rouge de l'oranger) est une espèce d'insectes hémiptères de la famille des Diaspididae, d'origine asiatique.
Cette cochenille est très proche morphologiquement de la cochenille jaune (Aonidiella citrina). C'est un ravageur polyphage, qui attaque de nombreuses espèces de plantes et notamment les agrumes (genre Citrus spp) et le cocotier.

## Description
La cochenille femelle a un bouclier circulaire, brun-rouge, de 1,8 millimètre de diamètre. Ce bouclier est fermement adhérent à la surface lorsque la femelle est en cours de mue ou de reproduction. Le corps de l'insecte, visible à travers le bouclier, a une forme ovale et devient réniforme au dernier stade de développement.
Un revêtement blanchâtre caractéristique isole la face inférieure du corps de l'insecte de la plante hôte.
La mâle adulte est de couleur jaune à brun clair avec une bande noire en arrière du thorax. Il est doté d'une seule paire d'ailes et de longues antennes.

## Cycle biologique
Le cycle biologique d'Aonidiella aurantii s'étend sur environ six semaines, pendant lesquelles l'insecte est le plus souvent immobile, fixé à son support. Les seuls stades mobiles sont les jeunes larves qui sortent du bouclier maternel et se déplacent seulement le temps nécessaire pour se fixer sur la plante hôte et le mâle adulte.
La femelle mue deux fois, en formant à chaque fois un anneau concentrique au centre du bouclier.
La femelle est ovovivipare, l'éclosion des œufs se produisant à l'intérieur du corps.
Chaque femelle donne naissance à 100 à 150 jeunes au total et des larves actives sortent de dessous le bouclier de leur mère à raison de deux à trois par jour. Dès l'éclosion, les larves, de couleur jaunâtre, recherchent un emplacement approprié pour s'installer dans des dépressions sur les rameaux, les feuilles ou les fruits. Elles insèrent alors leurs pièces buccales profondément dans les tissus de la plante et commencent à s'alimenter en suçant le contenu des cellules parenchymateuses. La salive qu'elles injectent est très toxique pour les feuilles, les rameaux, les branches et les fruits des arbres, notamment des agrumes.
Elles développent rapidement leurs propres boucliers circulaires, cireux.
La cochenille mâle à un cycle de développement similaire jusqu'à la deuxième mue. Elle devient alors ovale et plus sombre que la femelle, mesurant environ un millimètre de diamètre avec un bouclier excentrique. Le mâle adulte est un petit insecte à deux ailes qui se dégage de son bouclier allongé après quatre mues. Il vit pendant environ 6 heures et son seul but est de s'accoupler.
Il repère des femelles non accouplées en détectant les phéromone qu'elles libèrent.

## Synonymes
Selon Catalogue of Life (18 juillet 2014)
- Aonidia aonidum Targioni Tozzetti, 1884,
- Aonidia gennadii Targioni Tozzetti, 1881,
- Aonidiella aurantii Berlese, 1895,
- Aonidiella coccineus McKenzie, 1939,
- Aonidiella gennadi McKenzie, 1939,
- Aspidiotus aurantii Cockerell, 1897,
- Aspidiotus aurantii Kuwana, 1902,
- Aspidiotus aurantii Maskell, 1879,
- Aspidiotus citri Comstock, 1881,
- Aspidiotus coccineus Gennadius, 1881,
- Chrysomphalus aurantii Cockerell, 1899,
- Chrysomphalus citri Lindinger, 1935,
- Chrysomphalus coccineus Lindinger, 1949.

## Distribution
Aonidiella aurantii a une aire de répartition très vaste qui couvre le sud de l'Asie, le bassin méditerranéen, une grande partie de l'Afrique, de l'Amérique du Sud et de l'Amérique centrale et en Amérique du Nord, le Mexique et le sud des États-Unis (Floride, Californie, Texas), ainsi que l'Océanie. Cette cochenille, vraisemblablement indigène dans le Sud-Est asiatique, est une menace potentielle pour toutes les régions agrumicoles du monde.